# 氷見市海浜植物園
氷見市海浜植物園（ひみしかいひんしょくぶつえん、Himi Seaside Botanical Garden）は、富山県氷見市柳田に所在する植物園である。富山県各地の特色ある植物園を繋いで県全体を一つの巨大植物公園とする計画、「富山県植物公園構想」における海浜植物の専門植物園である。富山県博物館協会会員。

## 概要
「富山県植物公園構想」に基づき、氷見市が整備を行い、1996年（平成8年）に開園した。6.4ヘクタールの敷地は、富山湾に面し、能登半島国定公園にも含まれる松田江浜に位置している。この場所は、かつて越中国司であった大伴家持によって「松田江の長浜」とうたわれ、現在でも人の手が入らず白砂青松の光景が維持されている。

設計は長谷川逸子であり、せりだした展望台が特徴的な構造をもつ。展示テーマは名前の通り海浜植物を中心としており、現時点で「海浜植物園」を冠する施設としては日本で唯一である。
2021年4月2日に内装や遊具にひみ里山杉を使用した大規模リニューアルオープンした。同時に施設の愛称が応募の中から「シーサイドパーク」が選定された。

## 施設
展示庭園
館内中央部に位置。周辺の松田江浜や虻が島の植物を中心に日本各地の海浜植物が植栽されている。
温室
館内外郭部に位置。ソテツやパイナップルをはじめとする熱帯・亜熱帯周辺の多くの植物がみられる。
グラスチューブ
館内外郭部に位置。ブラシノキやブーゲンビリアなどのつる性植物のコーナーである。
海浜散策園
建物とは道路を挟んで反対側・海岸側に位置。松田江浜の海浜植物が保護・育成されている。
ふれあい園花壇
展示施設以外には、売店や、また各種のイベントで活用される展示ホールやメインホール、ワークショップなどがある。また、最上階の展望スペースに位置するイタリアンレストラン「シーサイドハウス ボルカノ」からは富山湾をのぞむことができる。この場所は以前氷見カレー学会の会長でもあった土居博がシェフを務める「ブルーキッチン」であったが、彼の急逝に伴い閉店している。

## 利用案内
開園時間
- 9時から17時まで（冬期は16時半まで）

なお、最終入場はいずれも閉園30分前までである。
閉園日
- 7月、8月を除く毎週火曜日（祝日の場合は開園）
- 祝日の翌日（土曜・日曜・祝日の場合は開園）
- 年末年始（12月29日から翌年1月3日）

入場料
- 親子ふれあい祭り開催時（夏休み期間）高校生以上500円、小・中学生100円（それぞれ団体割引有）、また企画展開催時は高校生以上のみ200円（小・中学生無料）。
- 各種手帳の提示により入場料が無料になる。
- イベント非開催時は高校生以上も無料。

いずれも、詳細は公式サイトを確認のこと。

## 交通アクセス
鉄道
- 西日本旅客鉄道（JR西日本）氷見線： 島尾駅から徒歩15分。
- 西日本旅客鉄道（JR西日本）氷見線： 氷見駅から徒歩30分、車で5分。また、観光協会のレンタサイクルで10分。

バス
- 加越能バス： 「柳田」下車、徒歩10分。

車
- 北陸自動車道： 小杉ICから45分。
- 能越自動車道： 氷見ICから10分、 高岡北ICから15分。
- 園の脇に140台分の無料駐車場が整備されている。